# Eswatini
Royaume d’Eswatini
(ex-Swaziland)
(ss) Umbuso weSwatini 
(en) Kingdom of Eswatini 
L'Eswatini, en forme longue le royaume d'Eswatini, (en swati : eSwatini [ɛswáˈtʼiːni] et Umbuso weSwatini ; en anglais : Eswatini et Kingdom of Eswatini), appelé Swaziland jusqu'en avril 2018, est un pays d'Afrique australe sans accès à la mer, bordé par l'Afrique du Sud et le Mozambique. Le nom historique du pays est Ngwané ; les souverains portaient autrefois ce nom (comme Ngwane IV et V au début et à la fin du XIXe siècle).
Cette nation, comme ses habitants, doit son nom au roi du XIXe siècle Mswati II, chef dont le nom signifie « bâton de commandement » en zoulou. L'Eswatini est un petit pays, moins de 200 km séparent le nord du sud et 130 km l'est de l'ouest. La partie ouest du pays est en altitude, l'altitude est moins importante vers le centre. La frontière est du pays se distingue grâce aux monts Lebombo. Le climat est assez tempéré à l'ouest, mais il atteint les 40 °C dans l'est du pays en été. Le pays connaît d'importantes précipitations dans l'ouest et surtout en été.
Le territoire de l'actuel Eswatini a régulièrement été habité depuis la Préhistoire, mais les plateaux étaient peu peuplés lorsque les Dlamini (issus du peuple nguni), y trouvèrent refuge. De nos jours, ses habitants appartiennent presque tous à l'ethnie swazi, dont la langue est le swati.

## Étymologie
Le terme Eswatini signifie « pays des Swazis » dans la langue swati,. Il correspond au sens de l'ancienne dénomination internationale Swaziland, une forme de mélange avec l'anglais. Dans l'usage du swati, la forme correcte est eSwatini, avec un « e » minuscule initial. Toutefois, le décret royal annonçant en 2018 le changement officiel de dénomination retient la graphie Eswatini, avec une majuscule initiale et un « s » minuscule. Cette variation entraîne des ambiguïtés, notamment dans des documents diplomatiques et administratifs, certains acteurs adoptant la forme en « e » minuscule, d'autres la forme capitalisée. Selon Melusi Masuku, ambassadeur du Royaume auprès de l'Organisation des Nations unies, la diffusion initiale de la forme jugée « non conforme » favorise son adoption par les médias internationaux, ce qui nécessite par la suite des corrections officielles. Le gouvernement précise toutefois que, conformément aux règles de l'anglais, la graphie correcte dans cette langue est Eswatini, avec une majuscule initiale, les noms propres devant commencer par une capitale. Pour le français, l'Office québécois de la langue française, notamment, ou encore le ministère français des Affaires étrangères indiquent similairement une typographie Eswatini,,.

## Histoire

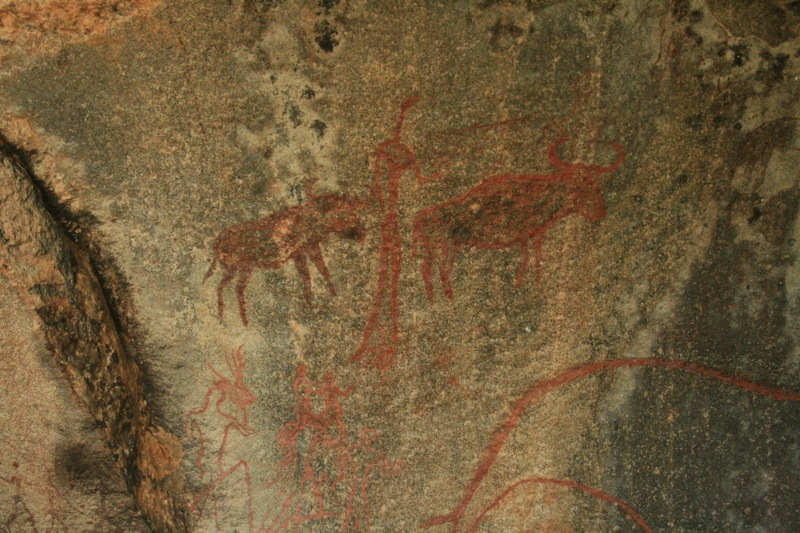
Peintures rupestres de Nsangwini.

Bien que des restes d'occupations par des humains datant de plus de 100 000 ans aient été trouvés en Eswatini, la population actuelle, composée de pasteurs, s'y installe uniquement au XIXe siècle, dans des hauts-plateaux, dans le cadre des guerres qui opposent les Ndwandwe aux Ngwane.
Une guerre oppose, en 1815, les Ngwane-Dlamini du roi Sobhuza Ier aux Ndwandwe menés par Zwide. En conflit pour les terres de la vallée de la Pongola, Zwide repousse les Ngwane vers le nord ; ils se réfugient sur les hauts-plateaux de ce qui deviendra l'Eswatini,. À la mort de Sobhuza, son fils Mswazi (ou Mswati) lui succède ; c'est à ce moment que le peuple Ngwane-Dlamini prend le nom de Swazi. Un peu plus tard, les premiers Blancs commencent à pénétrer dans cette région.
Après la seconde guerre des Boers, l'Eswatini devient une colonie britannique sous le nom de Swaziland.
L'indépendance est accordée au pays le 6 septembre 1968. C'est Sobhuza II qui est à la tête de cette monarchie : de chef suprême des Swazi pendant la domination britannique, il est devenu roi. L'Eswatini reste membre du Commonwealth et intègre l'ONU. En avril 1973, jugeant la constitution rédigée par les Britanniques, et faisant de ce pays une monarchie constitutionnelle, en inadéquation avec les traditions swazies, Sobhuza II dissout le parlement (le Libandla) élu, et abolit cette Constitution, s'appuyant pour ce faire sur une armée privée qu'il a formée et équipée en secret. Ceci lui permet de s'arroger les pleins pouvoirs. À partir de ce moment, les partis politiques sont interdits. Le Swaziland devient une monarchie absolue de fait en 1973 et de droit en 1978,. Le roi meurt en août 1982. Le Liqoqo (Conseil intérieur royal) nomme alors Dzeliwe, l'une de ses soixante-dix épouses, comme reine régente, en raison a priori de son niveau d'éducation, en attendant qu'un autre prince que son fils, le prince Makhosetive, désigné par le Conseil royal comme successeur, ait atteint l'âge de vingt-deux ans. C'est le point de départ d'une période d'intrigues au sein de la Cour, avec également l'influence de puissances étrangères, notamment l'Afrique du Sud voisine. Finalement, elle est poussée, par ce même conseil, à renoncer à la régence au profit de Ntfombi Tfwala, la mère du prince héritier Makhosetive.
Le prince héritier devient roi, sous le nom de Mswati III en 1986. C'est le dernier monarque absolu du continent africain, appuyant son pouvoir sur les traditions. Il nomme le premier ministre, les ministres, les juges, et une partie des parlementaires, une autre partie étant toutefois élue. Il y a des élections législatives pour élire 55 des 65 députés. Pour faire candidature, un candidat doit lever la main lors d'une assemblée de tous les habitants de la région, et patienter jusqu'à obtenir que quinze personnes se rangent derrière lui, en présence du chef, pour valider son inscription. Les partis politiques sont interdits. Par ailleurs, chaque année, à la fin août, tous les parents doivent s'assurer que leurs filles encore vierges participent à la danse des roseaux, qui s'effectue devant le roi. C'est l'occasion pour celui-ci de choisir éventuellement une nouvelle épouse (il en a une quinzaine).
Le 19 avril 2018, le roi Mswati III annonce que le pays reprend son nom d'origine d'avant la colonisation : Eswatini,, pour les 50 ans de l'indépendance du pays. Eswatini signifiant « le pays des Swazis » en langue swati, Swaziland était donc un nom hybride entre l'anglais et la langue nationale. Le roi Mswati III a déclaré : « Nous étions le seul pays d'Afrique à avoir conservé son nom de l'époque coloniale ».
En 2019, le royaume est secoué par une vague de grèves des fonctionnaires, accusant le monarque de vider les caisses du pays au détriment de la population. 
En 2021, de grandes manifestations en faveur de la démocratie conduisent le pouvoir à imposer un couvre-feu à sa population.

## Politique
Les partis politiques sont interdits dans le pays depuis 1973.
Le 18 août 2004, le roi Mswati III annonce que le pays va changer de constitution. Les organisations de défense des droits de l'homme et les groupes d'opposition dénoncent le projet proposé de constitution, puisqu'elle continue à interdire les partis politiques et renforce les pouvoirs du roi. En dépit des résistances des groupes d'opposition, la nouvelle constitution du Swaziland est ratifiée par le roi le 26 juillet 2005 et entre en vigueur le 8 février 2006. Le pays demeure une monarchie absolue. Les partis politiques ne sont perçus que comme des associations et la Cour suprême ne peut juger d'affaires pouvant impliquer la monarchie.
En septembre 2018, ce pays de 1,1 million d'habitants reste le dernier pays africain à avoir des relations diplomatiques avec Taïwan, alors que l'ensemble des autres pays du continent reconnaissent la république populaire de Chine. L'Eswatini est également le seul pays d'Afrique, avec Maurice, à ne pas être membre des nouvelles routes de la soie,.
Le pays est la dernière monarchie absolue d'Afrique.
En octobre 2021, le pays est bouleversé par des mouvements de protestation contre le régime. Le prince Simelane Dlamini, ministre des Travaux publics, déclare que les manifestations sont interdites dans le pays.
Le 21 janvier 2023, le principal opposant au roi et avocat de nombreuses victimes des manifestations de 2021, Thulani Rudolf Maseko est assassiné à son domicile de deux balles dans la tête, sa veuve qui vit en exil depuis accuse le régime d'en être le commanditaire.

## Districts
L'Eswatini est divisé en quatre districts :
- Hhohho
- Lubombo
- Manzini
- Shiselweni.

## Géographie

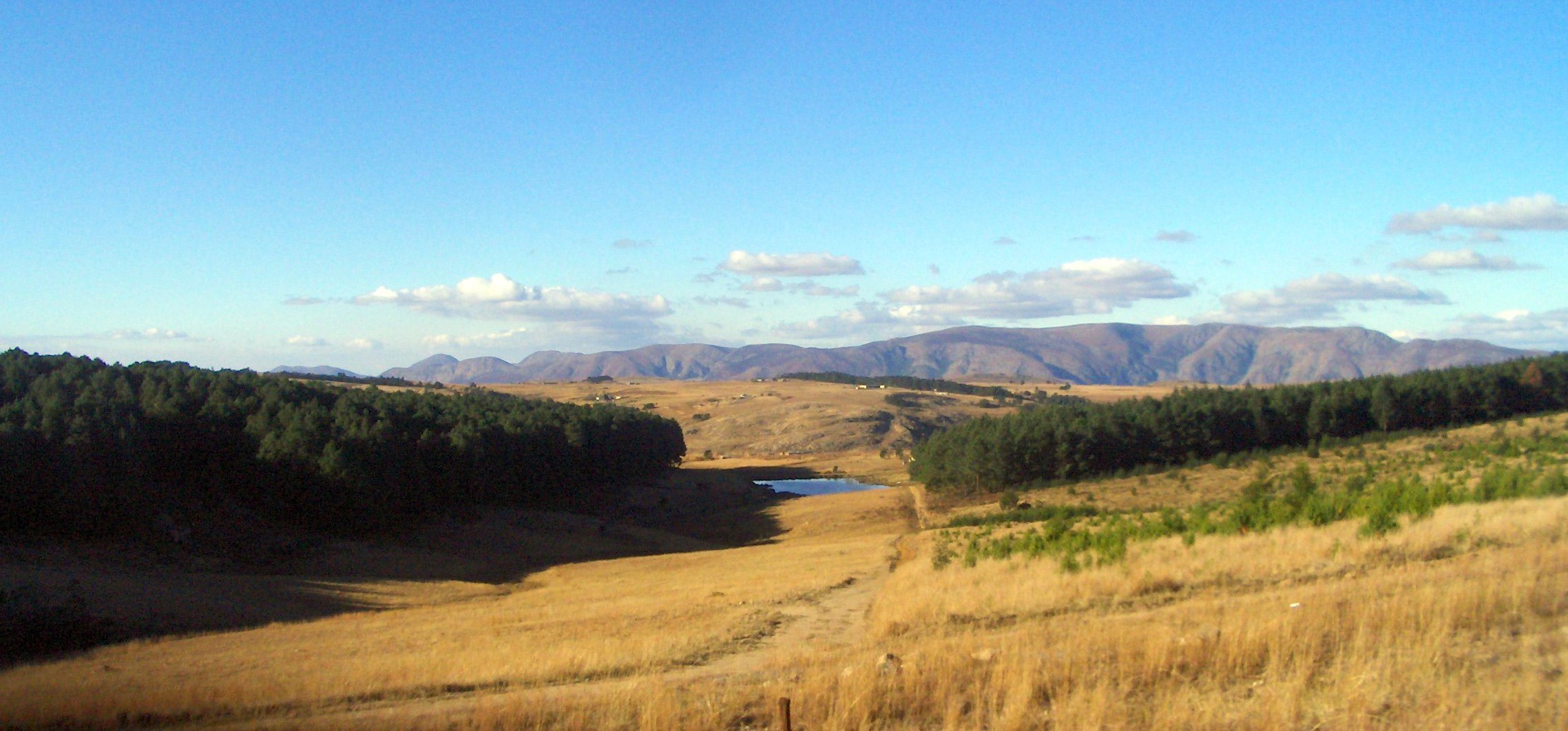
Paysage en Eswatini.

L'Eswatini offre une grande variété de paysages : des montagnes le long de la frontière avec le Mozambique (monts Lebombo), des savanes d'altitude à l'est avec le highveld (qui fait partie du Drakensberg) et des forêts tropicales dans le nord-ouest. Plusieurs fleuves traversent le pays, tel que le Umbeluzi ou le Lusutfu. L'Eswatini n'a pas d'accès à la mer.
Son point culminant est le mont Emlembe, 1 862 mètres, situé au nord-ouest du pays, près de Pigg's Peak.
Avec 62 000 habitants, la capitale Mbabane est la deuxième plus grande ville du pays derrière Manzini ; Lobamba (capitale royale et législative) ou Siteki sont de moindre importance.

## Économie
L'économie de l'Eswatini est caractérisée par un taux de chômage de 34%, soit le 170e rang mondial en 2004. Les exportations qui représentent une entrée d'argent de plus de 900 millions de dollars ne couvrent pas le coût des importations, qui représentent plus d'un milliard de dollars. La balance commerciale est déficitaire de 72 millions de dollars. En 2001, le PNB s'élevait à 1,4 milliard de dollars. La croissance à 1,6 % en 2001 et à 2 % en 2006.
La production est surtout agricole. Le secteur primaire emploie 80 % des actifs mais ne représente que 16,4 % du PNB. Le pays cultive la canne à sucre, le coton, le tabac, le riz et le maïs. Depuis les années 1980, l'industrie se développe, en particulier dans l'agroalimentaire et le textile. L'activité des services atteint plus de 40 % du PNB. La culture de la canne à sucre, principale ressource du pays, asservit cependant une partie de la population : expulsions forcées de communautés rurales pour aménager les plantations, travail des enfants, semaines de travail allant jusqu'à 60 heures, etc. La Confédération syndicale internationale évoque « des conditions de travail ardues et malsaines, des salaires misérables et une répression violente de toute tentative de syndicalisation ». En 2018, le pays est le quatrième producteur de canne à sucre du continent.
L'économie de l'Eswatini dépend pour partie des échanges avec l'Afrique du Sud, son voisin, et de ceux avec l'Europe. En 2006, les importations depuis l'Afrique du Sud représentaient les 9/10e des importations totales et les exportations vers ce pays les 3/4 des exportations. L'Union européenne est son second partenaire commercial avec 14,2% des exportations. Les échanges commerciaux avec l'UE se sont renforcées depuis la signature d'un partenariat économique en 2016. Les produits manufacturés sont tous importés d'Afrique du Sud mais du minerai de fer, du kaolin, du bois, du sucre sont exportés en Angleterre ou au Japon. Des entreprises étrangères implantées dans le pays, comme Coca-Cola, bénéficient d'un taux d'imposition très faible.

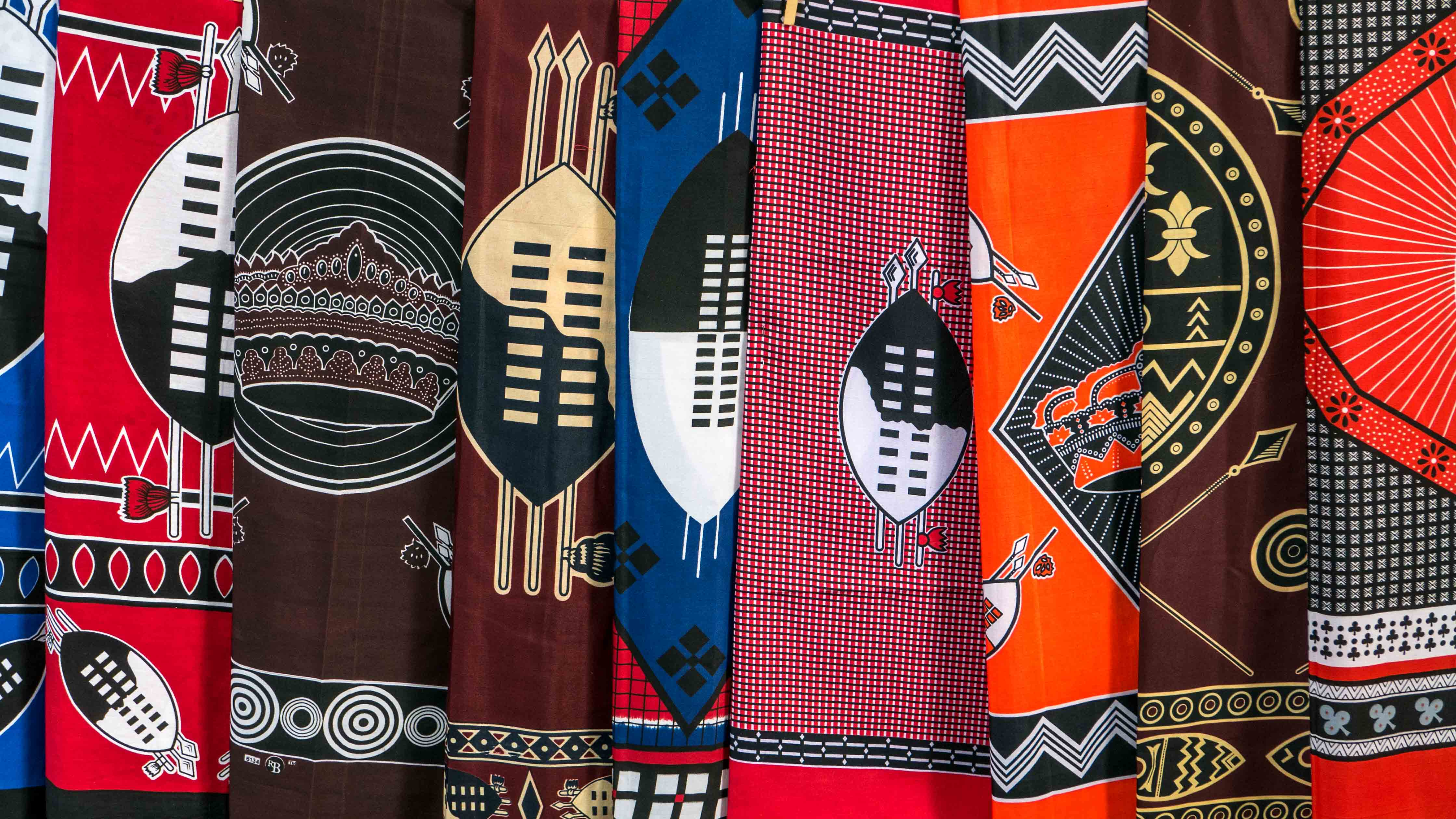
Pagnes traditionnels de l'Eswatini.

L'Eswatini doit faire face à des problèmes de développement importants. Le pays est au 144e rang mondial pour l'IDH, malgré une aide internationale en 2001 de 104 millions de dollars. Les deux tiers des habitants vivent en effet sous le seuil de pauvreté.
Dans le même temps, 10 % de la population détient 50% des richesses du pays. Les difficultés sont réelles dans les dépenses étatiques : le déficit budgétaire atteignait 101 millions de dollars en 2003. L'inflation atteignait 7,3%, devant celle que connaît la Namibie. Les services publics sont très peu développés : le pays ne dispose que de douze ambulances publiques, les écoles primaires n'assurent généralement plus la cantine et les pharmacies disparaissent.
Un cercle économique de 15 000 hommes d'affaires s'octroie l'essentiel des richesses du pays. Ce cercle comprend des investisseurs sud-africains venus trouver à l'Eswatini une main-d’œuvre trois fois moins chère et un groupe de chefs d'entreprises blancs héritiers des colons britanniques.
La monnaie de l'Eswatini est le lilangeni (7,67 emalangeni pour 1 dollar en 2009, env. 12 pour 1 dollar et 17 pour 1 euro en 2021). Les sommes allouées au roi Mswati III pour ses dépenses de fonction représentent 8% du budget national. Les forces de police reçoivent 5% du budget, tout comme les forces armées.

## Sports
L'Eswatini a une équipe nationale de football qui n'a participé à aucune phase finale de compétition.

## Démographie
En 2018, la population de l'Eswatini est estimée à 1 159 250 habitants. Les principales aires urbaines sont Manzini (154 763 habitants en 2018) et Mbabane, la capitale administrative et judiciaire (106 709 habitants). Lobamba, la capitale royale et législative, ne compte que 12 372 habitants.

Évolution de la démographie entre 1950 et 2021 (chiffre de la division de la population du DAES). Population en milliers d'habitants.

L'Eswatini est l'un des pays du monde où l'espérance de vie est la plus faible (51,6 ans, estimation 2016), principalement parce que c'est le pays du monde où le taux de prévalence chez les adultes du VIH/SIDA est le plus élevé, avec 25,9%.
L'Eswatini possède le 31e plus fort taux de mortalité infantile du monde (59,57 ‰, estimation 2012).

## Langues
L'Eswatini a deux langues officielles, le swati (une langue nguni de la famille des langues bantoues), la langue maternelle de près de 90% de la population, et l'anglais (0,6 %). D'autres langues sont parlées dans le pays et appartiennent essentiellement à la famille des langues bantoues.

## Culture
| Date        | Nom français           | Nom local | Remarques |
| ----------- | ---------------------- | --------- | --------- |
| 6 septembre | Fête de l'indépendance |           |           |

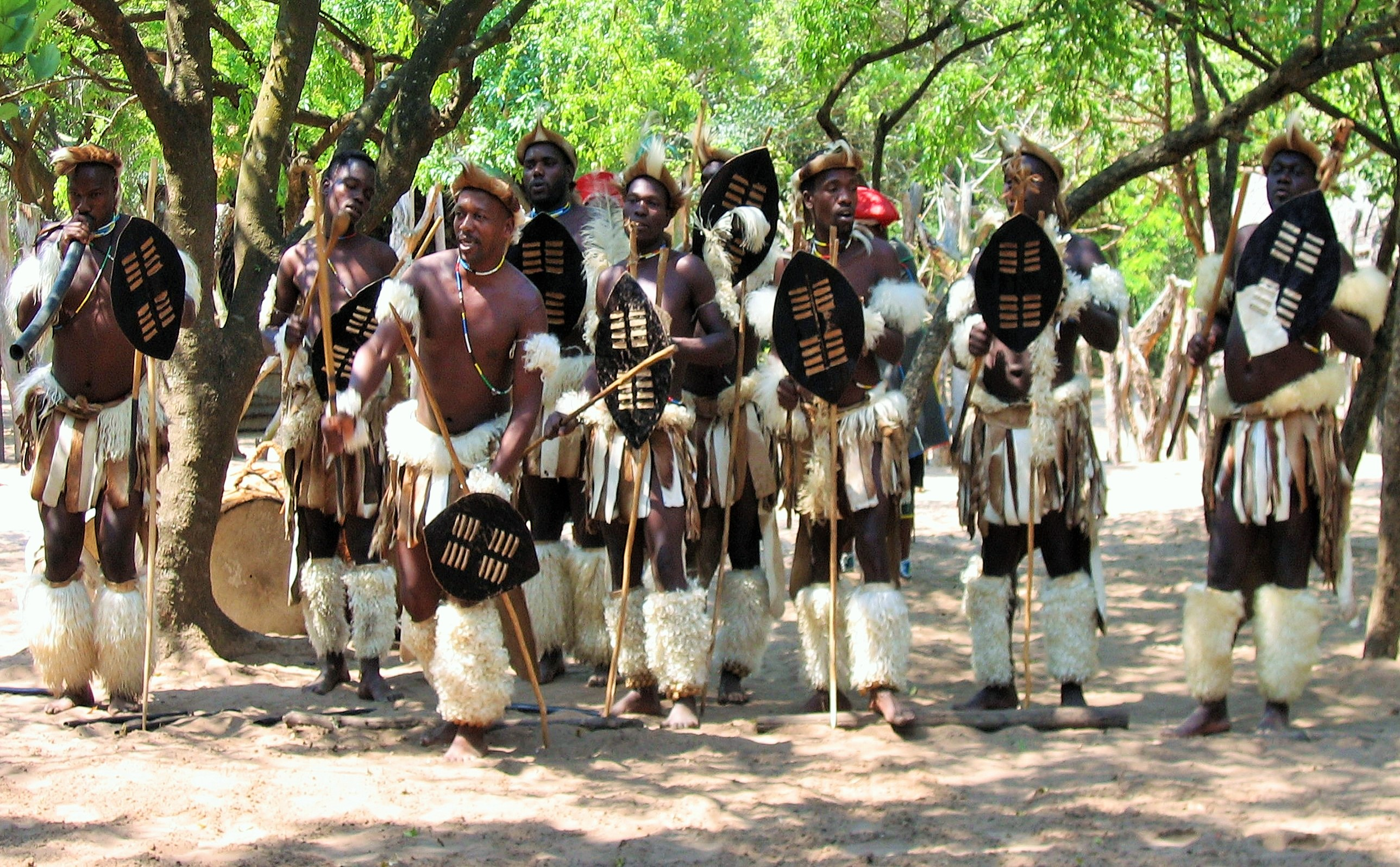
Danse au village culturel de Mantenga.

Le christianisme est la principale religion en Eswatini.

## Personnalités liées
- Sibongile Ndlela-Simelane, ministre de la Santé d'Eswatini de 2013 à 2018.
- Qinisile Mabuza, première femme juge nommée au Eswatini et première femme procureur en 1978.